# Literaturjahr 1971

Project Gutenberg

Liste der Literaturjahre

◄ | 1970 | Literaturjahr 1971 | 1972 | 1973 | 1974 | 1975 | ► | ►►

Weitere Ereignisse

## Ereignisse
- 24. Februar: Das deutsche Bundesverfassungsgericht erklärt in seiner Mephisto-Entscheidung das Verbot von Klaus Manns Buch Mephisto – Roman einer Karriere für rechtmäßig und fällt damit ein Grundsatzurteil zu Kunstfreiheit und allgemeinem Persönlichkeitsrecht.

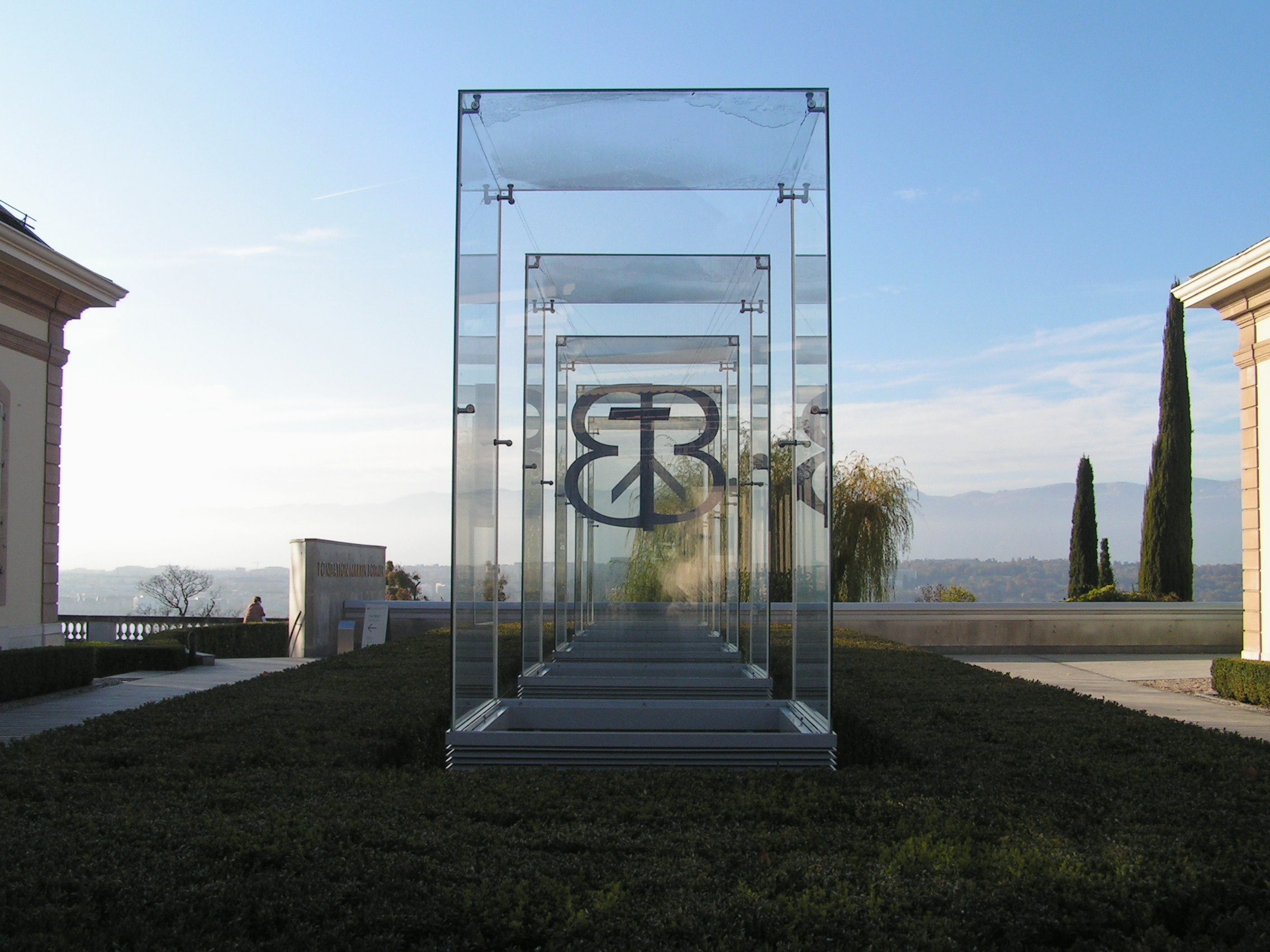
Fondation Bodmer in Cologny

- 26. Februar: Durch den Schweizer Büchersammler Martin Bodmer wird per Stiftungsurkunde das Literaturmuseum Bibliotheca Bodmeriana in Cologny geschaffen.
- 13. September: Heinrich Böll wird für vier Jahre zum Präsidenten der internationalen Schriftstellervereinigung (P.E.N.) gewählt.
- Michael S. Hart startet das Project Gutenberg, eine im Internet beheimatete Bibliothek freier elektronischer Versionen physisch existierender Bücher (Retrodigitalisate), auch E-Texte genannt. Das Projekt führt seinen Namen nach dem deutschen Drucker Johannes Gutenberg, der im 15. Jahrhundert in Europa den Buchdruck mit beweglichen Lettern erfand.
- Hildegard Brenner gründet die literaturtheoretische Schriftenreihe Collection Alternative, in der bis 1974 innerhalb der Sammlung Luchterhand sieben Bände erscheinen werden.
- Königin Elizabeth II. verleiht Agatha Christie den Titel Dame of the British  Empire.

### Bibliotheken
Die Ligue des Bibliothèques Européennes de Recherche (LIBER) wird unter der Schirmherrschaft des Europarates gegründet. Mitglieder sind europäische National- und Universitätsbibliotheken. LIBER ist Mitglied der International Federation of Library Associations and Institutions.

## Neuerscheinungen

### Belletristik / Prosa
- Die Ameisenkultur – T. J. Bass
- Detlevs Imitationen ‚Grünspan‘ – Hubert Fichte
- Gehen – Thomas Bernhard
- Die goldene Korifena – Juri Iwanow (deutschsprachige Ausgabe)
- Gruppenbild mit Dame – Heinrich Böll
- Lives of Girls and Women – Alice Munro
- Malina – Ingeborg Bachmann
- Die Märchentante – Jürg Federspiel
- Der Obelisk – Wassil Bykau
- Der Sturz – Friedrich Dürrenmatt
- Tadellöser & Wolff – Walter Kempowski
- Wilhelm Tell für die Schule – Max Frisch

### Sachliteratur
- Kapitalismus und Freiheit – Milton Friedman
- Steal This Book – Abbie Hoffman

### Periodika
- 22. September: Die spanische Wochenzeitschrift Cambio 16 wird gegründet, die sich in der Konzeption an den Nachrichtenmagazinen Time und Der Spiegel orientiert. Sie wird während der Transition in Spanien ein wichtiges Pressemedium.

- Podium, eine  österreichische Literaturzeitschrift, die zeitgenössische Literatur aus Österreich und dem Ausland vermittelt

### Drama
- 8. September: Uraufführung des Theaterstückes Mass von Leonard Bernstein im Kennedy Center in Washington, D.C.

## Geboren
- 12. Januar: Barbara Laugwitz, deutsche Verlagslektorin und Verlegerin
- 18. Januar: Binyavanga Wainaina, kenianischer Journalist und Schriftsteller († 2019)
- 05. Februar: Terézia Mora, ungarische Schriftstellerin und Übersetzerin
- 06. Februar: Simon Stephens, britischer Dramatiker
- 22. Februar: Arnon Grunberg, niederländischer Schriftsteller
- 22. Februar: Nicolas Verdan, Schweizer Journalist und Schriftsteller
- 24. Februar: Gillian Flynn, US-amerikanische Schriftstellerin
- 02. März: Ijoma Mangold, deutscher Literaturkritiker und Buchautor
- 09. März: Michael Weins, deutscher Schriftsteller
- 02. April: Gwenaëlle Aubry, französische Philosophin und Schriftstellerin
- 04. April: Jean-Baptiste Andrea, französischer Schriftsteller
- 08. April: Ingo Držečnik, deutscher Verleger
- 17. April: David Wagner, deutscher Schriftsteller
- 27. April: François Bégaudeau, französischer Schriftsteller und Literaturkritiker
- 30. April: John Boyne, irischer Schriftsteller
- 04. Mai: Mart Kangur, estnischer Dichter, Schriftsteller und Übersetzer
- 08. Juni: Hendrik Jackson, deutscher Lyriker, Essayist und Übersetzer
- 14. Juni: Kathrin Röggla, österreichische Schriftstellerin und Dramatikerin

- 17. Juli: Cory Doctorow, kanadischer Schriftsteller und Blogger
- 19. Juli: Andreas Rötzer, deutscher Verleger
- 23. Juli: Mohsin Hamid, pakistanisch-britischer Schriftsteller
- 31. Juli: Nils Mohl, deutscher Schriftsteller
- 18. August: Marc Degens, deutscher Schriftsteller
- 20. August: David Walliams, britischer Schauspieler und Kinderbuchautor
- 21. August: Megan Abbott, US-amerikanische Schriftstellerin
- 23. August: René Hamann, deutscher Schriftsteller
- 08. September: Claire Genoux, Schweizer Lyrikerin und Schriftstellerin
- 01. Oktober: Uglješa Šajtinac, serbischer Schriftsteller und Dramatiker
- 08. Oktober: Pınar Selek, türkische Essayistin
- 10. Oktober: Markus Heitz, deutscher Schriftsteller
- 13. Oktober: Sebastian Fitzek, deutscher Schriftsteller und Journalist
- 25. Oktober: Jakob Hein, deutscher Schriftsteller und Mediziner
- 25. Oktober: Elif Shafak, türkische Schriftstellerin
- 05. November: Rana Dasgupta, indisch-britischer Schriftsteller
- 28. November: Marcus Braun, deutscher Schriftsteller und Dramatiker
- 13. Dezember: Elina Kritzokat, deutsch-finnische Literaturübersetzerin aus dem Finnischen
- 24. Dezember: Patrick Hofmann, deutscher Schriftsteller
- 30. Dezember: Lukas Bärfuss, Schweizer Schriftsteller und Dramatiker
- 30. Dezember: Peter Buwalda, niederländischer Journalist und Schriftsteller
- 30. Dezember: Eugie Foster, US-amerikanische Science-Fiction- und Fantasy-Schriftstellerin († 2014)

### Genaues Datum unbekannt
- Claudia Dathe, deutsche Übersetzerin aus dem Ukrainischen und dem Russischen
- Julia Encke, deutsche Autorin
- Christopher Farnsworth, US-amerikanischer Autor
- Davide Longo, italienischer Schriftsteller
- Maaza Mengiste, äthiopisch-US-amerikanische Schriftstellerin
- Juliane Pickel, deutsche Schriftstellerin
- Katerina Poladjan, deutsche Schriftstellerin
- Jeff Somers, US-amerikanischer Cyberpunk-Science-Fiction-Autor
- Michelle Tea, US-amerikanische Autorin
- Emily Wilson, britisch-US-amerikanische Altphilologin und Übersetzerin aus dem Lateinischen und Altgriechischen
- John Wray, US-amerikanischer Schriftsteller

## Gestorben
- 01. März: František Hrubín, tschechischer Schriftsteller und Dichter (* 1910)
- 10. März: Jean Follain, französischer Dichter (* 1903)
- 23. März: Simon Vestdijk, niederländischer Schriftsteller (* 1898)
- 20. April: Uchida Hyakken, japanischer Schriftsteller (* 1889)
- 04. Mai: Klara Blum, deutschsprachige jüdische, österreichische, sowjetische und chinesische Schriftstellerin (* 1904)
- 06. Mai: Helene Weigel, österreichisch-deutsche Schauspielerin und Intendantin (* 1900)
- 11. Mai: Rafał Wojaczek, polnischer Lyriker (* 1945)
- 15. Mai: Bernward Vesper, deutscher Schriftsteller und Verleger (* 1938)
- 28. Mai: Jean Vilar, französischer Theaterregisseur, -intendant und Schauspieler (* 1912)
- 04. Juni: Georg Lukács, ungarischer Philosoph, Literaturwissenschaftler und -kritiker (* 1885)
- 03. Juli: Jim Morrison, US-amerikanischer Sänger, Songwriter und Lyriker (* 1943)
- 04. Juli: August Derleth, US-amerikanischer Autor von Horror-Geschichten (* 1909)
- 05. Juli: Thea Sternheim, deutsche Autorin (* 1883)
- 06. Juli: Horst Lange, deutscher Schriftsteller (* 1904)
- 11. Juli: John W. Campbell, US-amerikanischer Science-Fiction-Schriftsteller (* 1910)
- 02. August: Ludwig Marcuse, deutscher Philosoph und Schriftsteller (* 1894)
- 20. September: Giorgos Seferis, griechischer Schriftsteller und Nobelpreisträger (* 1900)
- 18. Oktober: Peter Szondi, ungarischer Literaturwissenschaftler, Kritiker, Übersetzer und Essayist (* 1929)
- 01. November: Gertrud von le Fort, deutsche Dichterin, Schriftstellerin und Essayistin (* 1876)
- 05. November: Yaşar Nezihe, türkische Lyrikerin (* 1882)
- 04. Dezember: Meinrad Inglin, Schweizer Schriftsteller (* 1893)
- 14. Dezember: Edith Klatt, deutsche Schriftstellerin (* 1895)

## Literaturpreise
- Nobelpreis für Literatur: Pablo Neruda
- Prix Goncourt: Les Bêtises von Jacques Laurent
- Booker Prize: V. S. Naipaul für In a Free State
- Georg-Büchner-Preis: Uwe Johnson
- Friedenspreis des Deutschen Buchhandels: Marion Gräfin Dönhoff
- Nebula Award
  - Robert Silverberg, A Time of Changes, Zeit der Wandlungen, Kategorie: Bester Roman
  - Katherine MacLean, The Missing Man, Der verschwundene Mann, Kategorie: Bester Kurzroman
  - Poul Anderson, The Queen of Air and Darkness, Die Königin der Luft und der Dunkelheit, Kategorie: Beste Erzählung
  - Robert Silverberg, Good News from the Vatican, Gute Nachrichten aus dem Vatikan, Kategorie: Beste Kurzgeschichte
- Hugo Award
  - Larry Niven, Ringworld, Ringwelt, Kategorie: Bester Roman
  - Fritz Leiber, I'll Met in Lankhmar, Das Haus der Diebe, Kategorie: Bester Kurzroman
  - Theodore Sturgeon, Slow Sculpture, Die langsamste Skulptur der Welt, Kategorie: Beste Kurzgeschichte
- Locus Award
  - Larry Niven, Ringworld, Ringwelt
  - Harlan Ellison, The Region Between
- Der niederländische Jugendliteraturpreis Gouden Griffel wird erstmals verliehen an:
  - Leonie Kooiker, Het malle ding van Bobbistiek, und Alet Schouten, De mare van de witte toren